# Kraft
 Der er for få eller ingen kildehenvisninger i denne artikel, hvilket er et problem. Du kan hjælpe ved at angive troværdige kilder til de påstande, som fremføres i artiklen.

 For alternative betydninger, se Kraft (flertydig).
En kraft er en fysisk beskrivelse af en påvirkning som får et legeme til at accelerere. Den faktiske acceleration er bestemt ved en sum af alle kræfter som virker på legemet. Denne kraft refereres oftest til som den resulterende kraft, altså en sum af vektorer. SI-enheden for kraft er newton.

## Indledning
De fleste har hørt historien om, hvordan Isaac Newton sov under et træ og pludselig fik et æble i hovedet – og derved opdagede tyngdekraften. Der er dog imidlertid intet, der rent faktisk tyder på, at det var sådan, han opdagede tyngdekraften. Han spurgte sig selv, om den kraft, der fik det til at falde til jorden, og den kraft der holdt Månen i bane om Jorden, var én og samme kraft – Efter analyser over længere tid, fremkom hans tre kendte love samt gravitationsloven.

## Definition på kraft
En kraft er evnen til at ændre et legemes hastighed, form eller retning. Eksempelvis når du åbner en dør, påvirkes døren af den kraft, din arm trækker med og bliver dermed sat i bevægelse.
En kraft måles i newton (tidligere kilopond), også betegnet med "N". Kraft er defineret som masse gange acceleration. Dvs. at hvis du eksempelvis ønsker at bestemme den kraft, du påvirker døren med for at få den til at åbne, skal du kende dørens masse (vægt) og den acceleration, hvormed du har åbnet døren. Hvis du ganger disse to faktorer med hinanden, får du den kraft, du har påvirket døren med.

## Newtons første lov
Da Newton i sin tid analyserede kræfter, opstillede han tre kendte love. Den første siger, at hvis summen af de kræfter, som påvirker et legeme, er lig med 0, vil legemet enten være i stilstand (stå stille) eller bevæge sig med konstant hastighed.

## Newtons anden lov
Newtons anden lov fastslår, at kraften svarer til produktet af massen og accelerationen. Dette skrives som
{\displaystyle F=m\cdot a}
Hvor {\displaystyle F} er kraften i Newton, {\displaystyle m} massen i kg, og {\displaystyle a} accelerationen i m/s².

## Newtons tredje lov
Newtons tredje lov siger, at aktion er lig med reaktion.
Med dette menes, at hvis du eksempelvis kaster en bold ind i en væg, vil den blive påvirket af en lige så stor modsat rettet kraft som den kraft, den ramte væggen med. Det er derfor bolden vil flyve bagud, så snart den har ramt væggen.

## Tyngdekraften
I Newtons model for gravitation er tyngdekraften en tiltrækningskraft mellem alle partikler (stof) med masse i universet. Tæt på Jorden er Jordens masse ({\displaystyle 5,972\cdot 10^{2}4} kg) så dominerende, at gravitationen i dette område i al væsentlighed skyldes Jorden. 
Den resulterende acceleration ved Jordens overflade kaldes for tyngdeaccelerationen og er i Danmark:
{\displaystyle g=9,82{\text{ }}{\tfrac {\text{m}}{{\text{s}}^{2}}}}